# Cantón Biblián
Biblián es un cantón de la provincia de Cañar en Ecuador. Está clasificado como región administrativa (división administrativa de segundo orden). Ocupa una superficie de 205,30 km². Biblián fue elevado a la categoría de Cantón el 1 de agosto de 1944 por el doctor José María Velasco Ibarra, luego de la revolución del 28 de mayo de aquel histórico año. La población en 2009 era de, aproximadamente, 30 000 habitantes.
Está ubicado en la zona septentrional de la hoya del Paute, a una altura media de 2608 m s. n. m. El clima es frío y húmedo, con una temperatura media de 14°C.

## Toponimia
.

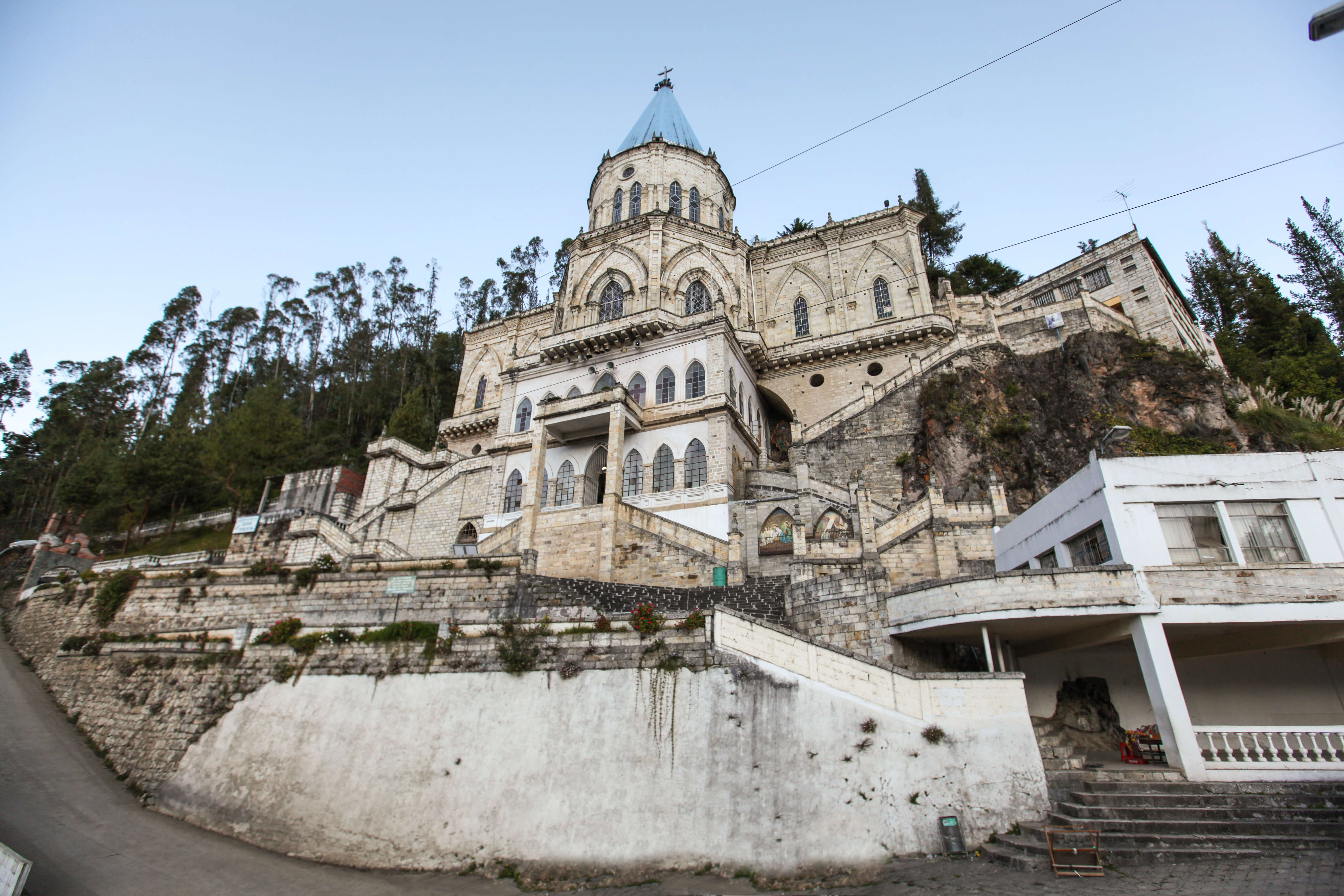
Santuario de la Santísima Virgen del Rocío

Biblián deriva del idioma cayapa: BIB (U) = ‘alerta’ y LAN (U) = ‘subir’

## Límites
Biblián limita: 
Al Norte con el Cantón Cañar, 
Al Sur con el canton Azogues y el Cantón Déleg, 
Al Este con el Cantón Cañar 
Al Oeste con los Cantones Azogues y Cañar.

## Hidrografía
El sistema hidrográfico está integrado por el Río Burgay y sus afluentes los Ríos Galuay, Cachi Tambo y Cashicay, los que constituyen la fuente de productividad cantonal, por la gran cantidad de humedad que otorgan al suelo convirtiendo a Biblián en uno de los lugares más fértiles del austro ecuatoriano por lo que se le da el nombre de “Cantón Verde del Austro Ecuatoriano”.

## División política
Biblián tiene cinco parroquias, una urbana y cuatro rurales.

### Parroquia urbana
- Biblián (cabecera cantonal) 66,7 km²

### Parroquias rurales
- Jerusalén 63,9  km²
- Nazón 63,8 km km²
- San Francisco de Sageo 4,5 km²
- Turupamba 6,4 km²